# Allindelille
Allindelille er en by i Ringsted Kommune på Sjælland. Byen ligger i Haraldsted Sogn, Ringsted Herred, tidligere Sorø Amt (nu Region Sjælland).
Navnet kendes helt tilbage til tidlig middelalder som Alunde paruum (8. juli 1257) og Alundæ litlæ (1. juni 1285). Efterleddet er -und. i betydningen "forsynet med eller lignende det og det". Sammen med Allindemagle hører det til de tidlige stednavne med efterstillet adjektiv.
Allindelille bestod i 1682 af 11 gårde. Det samlede dyrkede areal udgjorde 323,5 tønder land skyldsat til 61,28 tønder hartkorn. Dyrkningsformen var trevangsbrug.
I Allindelille ligger Allindelille Friskole 